# August Wilhelm Fresenius
Sigismund August Wilhelm Fresenius (* 25. Juni 1886 in Wiesbaden; † 5. Oktober 1971 in Frankfurt am Main) war ein deutscher evangelischer Theologe.

## Leben und Werk
August Fresenius war der Sohn des Wiesbadener Chemikers Remigius Heinrich Fresenius (1847–1920) und dessen Ehefrau Eva Maria Charlotte, geb. v. Heusch (1851–1930). Sein Großvater war der Chemiker Carl Remigius Fresenius.
Er besuchte das humanistische Gymnasium Wiesbaden, wo er 1905 die Reifeprüfung bestand. Anschließend studierte er evangelische Theologie in Heidelberg, Berlin und Marburg. Nach einem Vikariat in Frankfurt am Main wurde er 1913 bis 1918 Pfarrer in Diethardt, 1918 bis 1923 in Nassau an der Lahn. Ab 1924 bis zu seiner Pensionierung 1956 war er Pfarrer an der Frankfurter Katharinenkirche.
In den Jahren 1933 bis 1945 gehörte er dem Landesbruderrat der Bekennenden Kirche Nassau-Hessen an und war neben Pfarrer Karl Veidt einer der profiliertesten Gegner der Deutschen Christen im Frankfurter Kirchenkampf.